# Šiška

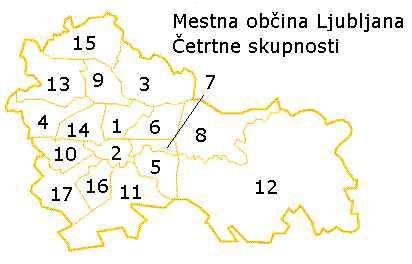
Dzielnica zaznaczona numerem 14

Šiška – najbardziej zaludniona (po Bežigradzie) dzielnica stolicy Słowenii - Lublany. Zajmuje powierzchnię 736 ha. Liczba mieszkańców wynosi 35 532 (2020).
Najwybitniejszym zabytkiem historycznym jest znajdujący się tam kościół Św. Bartłomieja, zbudowany w XIII wieku w miejscu starożytnego rzymskiego cmentarza. Po pożarze w 1895, który spowodował ciężkie zniszczenia, kościół został odbudowany w latach 1933-1936 przez sławnego słoweńskiego architekta Jože Plečnika.
Jože Plečnik jest także autorem najsławniejszej (z punktu widzenia artystycznego i sakralnego) budowli Šiški - kościół Św. Franciszka z Asyżu, zbudowanej latach trzydziestych XX wieku.